# おびひろ市民ラジオ
株式会社おびひろ市民ラジオ（おびひろしみんラジオ）は、北海道帯広市にあるコミュニティ放送である。愛称は「FM WING」。周波数は76.1MHz。

## 開局までの経緯
出資者：時事タイムス放送社、北海道新聞社、北海道文化放送、エフエム北海道、萩原建設工業、宮坂建設工業、いちまる、エヌシーおびひろ、オカモト、帯広ガス、帯広信用金庫など

## 沿革
- 1994年（平成6年） - 開局
- 1995年（平成7年） - 送信出力を1W→10Wへ増力
- 1998年（平成10年） - 「じゃらんデ夏休み」5時間生放送特別番組
- 1999年（平成11年）
  - 9月 - FM北海道との特別番組同時生放送
  - 12月 - 送信出力を10W→20Wへ増力
- 2003年（平成15年） - 十勝沖地震が発生し、災害緊急放送実施
- 2004年（平成16年） - 番組改編実施10周年記念タイムテーブル発行
- 2008年（平成20年）
  - 10月 - サイマルラジオに加盟
  - 10月 - 帯広市西3条南11丁目の太陽ビル内にサテライトスタジオ<STUDIO TAIYO> オープン
- 2014年（平成26年） - 開局20周年記念イベント「Snow♪Fantasy2014」開催
- 2015年（平成27年）
  - 7月 - サテライトスタジオ<STUDIO TAIYO> 閉鎖

## 編成内容
現在は毎日8:00 - 21:00に番組を放送している。更に2010年（平成22年）10月以降は、日中に放送した番組の時差再放送を、夜間～深夜にかけて行っている（月 - 土曜 21:00 - 翌朝5:00、日曜 22:00 - 翌朝3:00）。以前は帯広市内に常設サテライトスタジオ（STUDIO TAIYO）があり生放送を実施していたが、現在は本社スタジオから放送を行っている。また平日夜間（19:00 - 21:00）及び土曜日の一部は市民パーソナリティによる番組構成になっている。なおCS放送などの再送信番組はなく、一部他コミュニティFM局などからネット受けしている番組以外は自社制作である。（番組一覧参照）

### 主な番組（2023年6月現在）
◎は同日時差再放送対象番組

再放送時間の記載がある番組は、同日時差再放送以外にも再放送を行っているもの

また毎週金曜12:00 - 13:00は時事タイムス放送社の有線放送を介して、帯広市内での街灯放送も行っている

| ＜平日帯番組＞ - First Trax（月 - 木曜 8:00 - 11:00）（金曜 8:00 - 10:00 9:00 - 11:00は◎） - Day Trax（月 - 木曜 12:00 - 14:00）◎ - Careful Everyday（月 - 金曜 16:45 - 17:00）◎ - Evening Trax（月 - 金曜 17:30 - 19:00） | ＜自社制作及び市民パーソナリティ参加番組＞ 月曜日 - しなぴーのHappy十勝ニュース（月曜 11:00 - 11:30）◎ - フェリーチェTOWN（月曜 14:00 - 15:00）◎ - 素婆楽志娘の「あぁ、素婆らしき人生」（第1・2週月曜 15:00 - 15:30）◎ - Mondayマルシェ（月曜 15:30 - 16:45）◎ - つりったー清一の 家電★デジタルオタク話（月曜 17:00 - 17:30） - Wondering MusiC!（月曜 19:00 - 20:00 再放送：月曜 7:00 - 8:00） - 食KING食QUEEN十勝（月曜20:00 - 21:00 再放送：日曜 18:00 - 19:00） 火曜日 - ホッシーナの健康ほっし～な（火曜 11:00 - 11:30） ◎ - Fun Music Dreams!（火曜 15:00 - 16:45 再放送：日曜 21:00 - 22:45）◎ - ラジオでカラオケ ラジカラ選手権（火曜 17:00 - 17:30 再放送：日曜 15:00 - 15:30） - 松永やすしでございます!（隔週火曜 19:00 - 20:00 再放送：隔週日曜 19:00 - 20:00） - うのっちのイッツ和スモール輪ールド（隔週火曜 19:00 - 20:00 再放送：日曜1 9:00 - 20:00） - おしゃべりアザラシ（火曜 20:00 - 21:00 再放送：日曜 20:00 - 21:00） 水曜日 - 外崎馨の かおるアリーナとかち（水曜 11:00 - 11:30） ◎ - えりな＆ぬまっちの3時だよ!全員集合!（水曜 15:00 - 15:30） ◎ - KanaeのHummingbird（水曜 16:00 - 16:45） ◎ - Radio JUKE BOX（水曜 17:00 - 17:30 再放送：土曜 7:30 - 8:00） - サウンドミュージアム（水曜 19:00 - 20:00 再放送：水曜 7:00 - 8:00） - Simple Life Tokachi（隔週水曜 20:00 - 21:00 再放送：隔週日曜 16:00 - 17:00） - 薮田秀行の麦わら帽子（隔週水曜 20:00 - 21:00 再放送：隔週日曜 16:00 - 17:00） 木曜日 - アショロノコトらじお（木曜 14:00 - 14:30） ◎ - 帯広市文化スポーツ振興財団プレゼンツ スポカルラジオ!（第2週木曜 14:30 - 15:00） ◎ - マリーンの音楽大好き!（木曜 15:00 - 15:30） ◎ - りんご先生の元気にな～れ!（木曜 15:30 - 16:00） ◎ - 「何ン田研二パワー」十勝だ!北海道だ!なんだ君は!（木曜 16:00 - 16:45 再放送：土曜1 8:00 - 19:00） ◎ - Life in Tokachi（木曜 17:00 - 17:30） - JAZZを感じる実行委員会（木曜 19:00 - 20:00 再放送：木曜 7:00 - 8:00） - ファイティン!シネマステーション（木曜 20:00 - 20:30 再放送：火曜 7:00 - 7:30） - 色んな音楽（隔週木曜 20:30 - 21:00 再放送：隔週火曜 7:30 - 8:00） - 道東ビートルズがやってきた!ヤァ!（隔週木曜 20:30 - 21:00 再放送：隔週土曜 16:30 - 17:00） 金曜日 - 金曜ポコペン!（金曜 10:00 - 15:00 再放送：日曜 10:00 - 15:00）◎ - 十勝 Taking Making しゅんラジ（金曜 15:00 - 15:30）◎ - 道新NewsClip（金曜 15:30 - 16:00）◎ - 万里慧の十勝っ子4年生（金曜 16:00 - 16:45）◎ - けんじとひかりの演歌一筋（金曜 17:00 - 17:30 再放送：日曜 15:30 - 16:00） ◎ - まっちゃん・りりちゃんのあらまーラジオ!（金曜 20:30 - 21:00 再放送：日曜 17:30 - 18:00） - Don't Trust Over 40 午後7時のWILD BOY（金曜 19:00 - 20:00 再放送：金曜 7:00 - 8:00） - ダーイケのいきものだらけ （金曜 20:00 - 20:30 再放送：日曜 17:00 - 17:30） 土曜日 - 豆作の「のったり俳句ひねもーす」（土曜 8:00 - 9:00 再放送：土曜 20:00 - 21:00） - Saturday Relax Trax（土曜 9:00 - 12:00）◎ - ウイング学園放送部（第2土曜 12:00 - 13:00）◎ - おびZooにズームイン（第3土曜 12:00 - 13:00）◎ - ANISON POWER LINE（第4土曜 12:00 - 13:00）◎ - 土曜午後の茶飲みともこ（土曜 13:00 - 15:00） ◎ - トカチッタ・アーダコーダ（第1土曜 17:00 - 18:00）（それ以外の週は再放送） - DANCE FREAK SHOW（土曜 19:00 - 20:00 再放送：日曜 8:00 - 9:00） 日曜日 - オマチマンとツマチマンのオマツマサンデー!（日曜 9:00 - 10:00 再放送：土曜 15:00 - 16:00） （この他「Music Line」のように音楽を流す番組もある） |

## スタッフ
| - 田中沙季 - 石井省吾 | - 門馬ひかり - 出田直正 |

### 過去のスタッフ
- 鈴木実佳（ - 2009年9月）
- 木栖智子
- 伊藤基
- 平迫尚子（ - 2007年9月、現在はエフエムくしろに移籍）
- 加藤香江（2008年10月 - 2009年12月）
- 乾晋也（2007年4月 - 2014年3月）
- 中村優斗（2012年6月 - 2014年7月）
- 池田雅
- 力丸亜希子
- 大川原典宏

## 放送エリア
十勝平野の広い範囲をカバーできるため、常時受信できるところは帯広市・音更町・芽室町・幕別町・池田町・士幌町・清水町、中札内村である。その他では、上士幌町・本別町・鹿追町などでも高性能のFMアンテナの使用やカーラジオなどによって受信できることもある。